# ГЕС Авалі
ГЕС Авалі — гідроелектростанція на півдні Лівану. Знаходячись між ГЕС Маркабі (34 МВт) та ГЕС Joun (48 МВт), входить до складу дериваційного каскаду, який використовує ресурс із річки Літані, що бере початок в долині Бекаа між гірськими хребтами Ліван та Антиліван (на заході та сході відповідно) та, довернувши на захід, впадає у Середземне море на північ від Тіра. Станом на другу половину 2010-х років найпотужніша ГЕС країни.

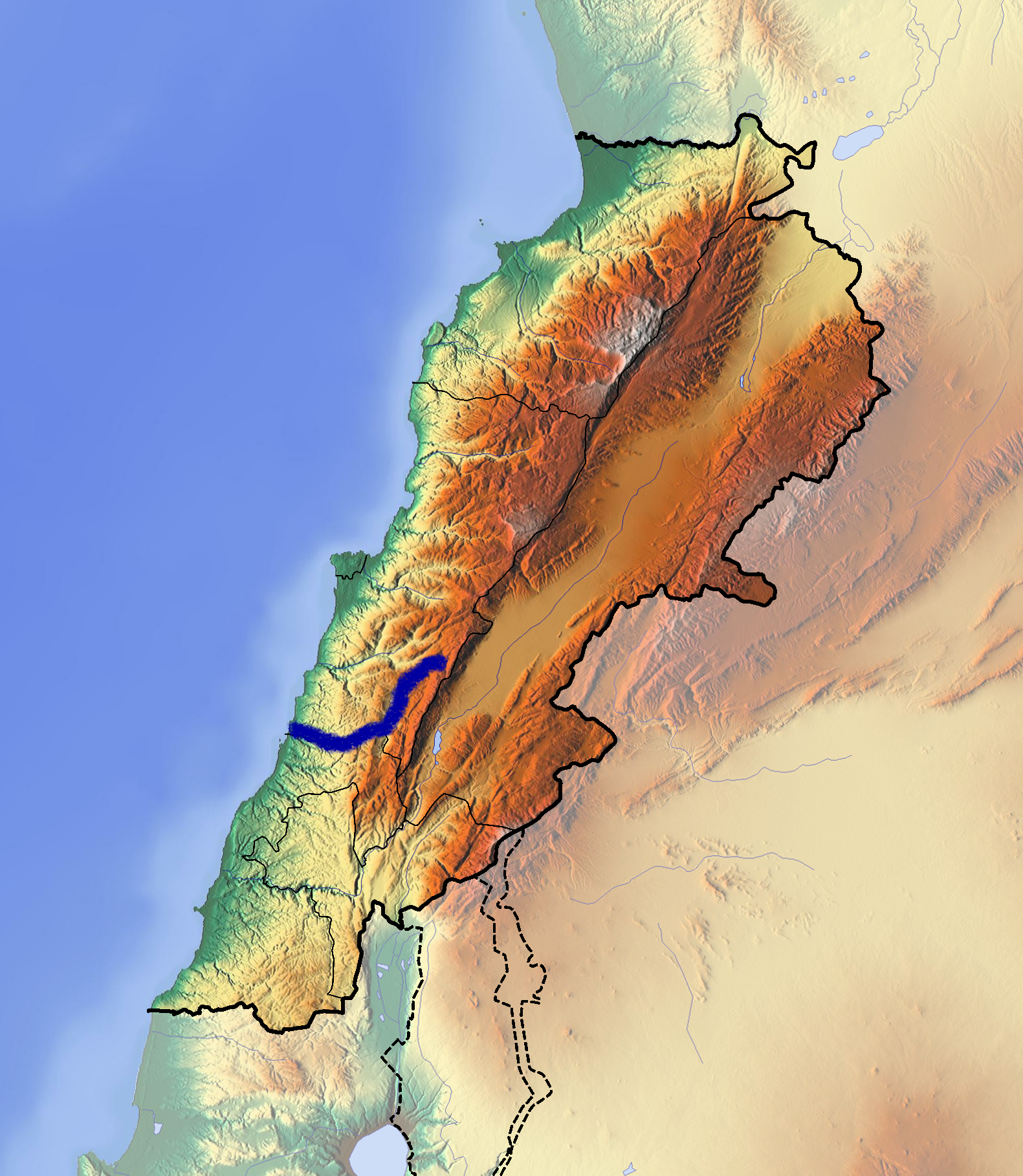
Річка Авалі на карті Лівану. На схід від вигину Авалі, за хребтом Ліван, видне водосховище Караун у долині Бекаа

В основу дериваційного проекту поклали перекидання ресурсу в долину річки Авалі (у верхній течії носить назву Бісрі), котра дренує західний схил хребта Ліван та впадає до моря на північній околиці Сидона. Захоплена із Літані за допомогою греблі Караун (Karaoun) вода транспортується під зазначеним хребтом до ГЕС Маркабі, після якої опиняється у невеликому балансуючому резервуарі Айн-Зарка. Звідси далі на захід веде дериваційний тунель діаметром 3,3 метра, який складається з двох розділених Ваді-Азібі секцій — Jezzine довжиною 10,4 км та Kanane довжиною 6,6 км. Хоча основна частина води має походження з Літані, до тунелю також потрапляє додатковий ресурс із водозаборів на кількох струмках (Айн-Зарка, Nahr ech Cheta та інші).
Тунель Kanane завершується у верхньому балансуючому резервуарі Анан, який має об'єм до 170 тис. м3. Частина ресурсу звідси відпускається до іригаційної системи, а інша через напірний водовід довжиною 0,8 км подається до розташованого на лівому березі Авалі машинного залу.
В 1965-му станцію ввели в експлуатацію з двома турбінами типу Пелтон потужністю по 36 МВт, а у 1981-му до них додали ще одну таку ж. Це обладнання працює при напорі у 400 метрів.
Відпрацьована вода потрапляє до нижнього балансуючого резервуару Авалі з об'ємом 300 тис. м3, з якого подається на наступну станцію каскаду.
Видача продукції відбувається по ЛЕП, розрахованих на роботу під напругою 66 кВ.